# 護国寺駅
護国寺駅（ごこくじえき）は、東京都文京区大塚五丁目にある、東京地下鉄（東京メトロ）有楽町線の駅。駅番号はY 11。
駅名は護国寺が近隣にあることに由来する。文京区最西端の駅。

## 歴史
- 1974年（昭和49年）10月30日：開業。両端駅（池袋駅、銀座一丁目駅）の自動改札化に伴い、自動券売機では、開業当初から磁気化券が発売されていた。
- 2004年（平成16年）4月1日：帝都高速度交通営団（営団地下鉄）民営化に伴い、当駅は東京地下鉄（東京メトロ）に継承される[2]。
- 2007年（平成19年）3月18日：ICカード「PASMO」の利用が可能となる[3]。
- 2011年（平成23年）3月26日：ホームドアの使用を開始[4]。

## 駅構造
島式ホーム1面2線を有する地下駅である。
バリアフリー対応施設として、改札階とホームを連絡するエスカレーター2基とエレベーター2基、地上と改札階を連絡するエレベーター2基、および多機能トイレ2箇所が設置されている。
建設当初は、当駅から中村橋へ至る8号線分岐線が計画されており（詳細は「東京メトロ有楽町線」を参照）、不忍通りに分岐線の駅が設けられる予定だったため、それとの乗り換え・立体交差を考慮した構造で建設された。ただし都市計画上、分岐線の駅は有楽町線と直角に交差しており、直通は考慮されていなかった為、小竹向原駅・豊洲駅のような本線からの分岐構造は存在していない。

### のりば
| 番線 | 路線     | 行先                       |
| ---- | -------- | -------------------------- |
| 1    | 有楽町線 | 新木場方面                 |
| 2    | 有楽町線 | 和光市・森林公園・飯能方面 |

（出典：東京メトロ:構内図）

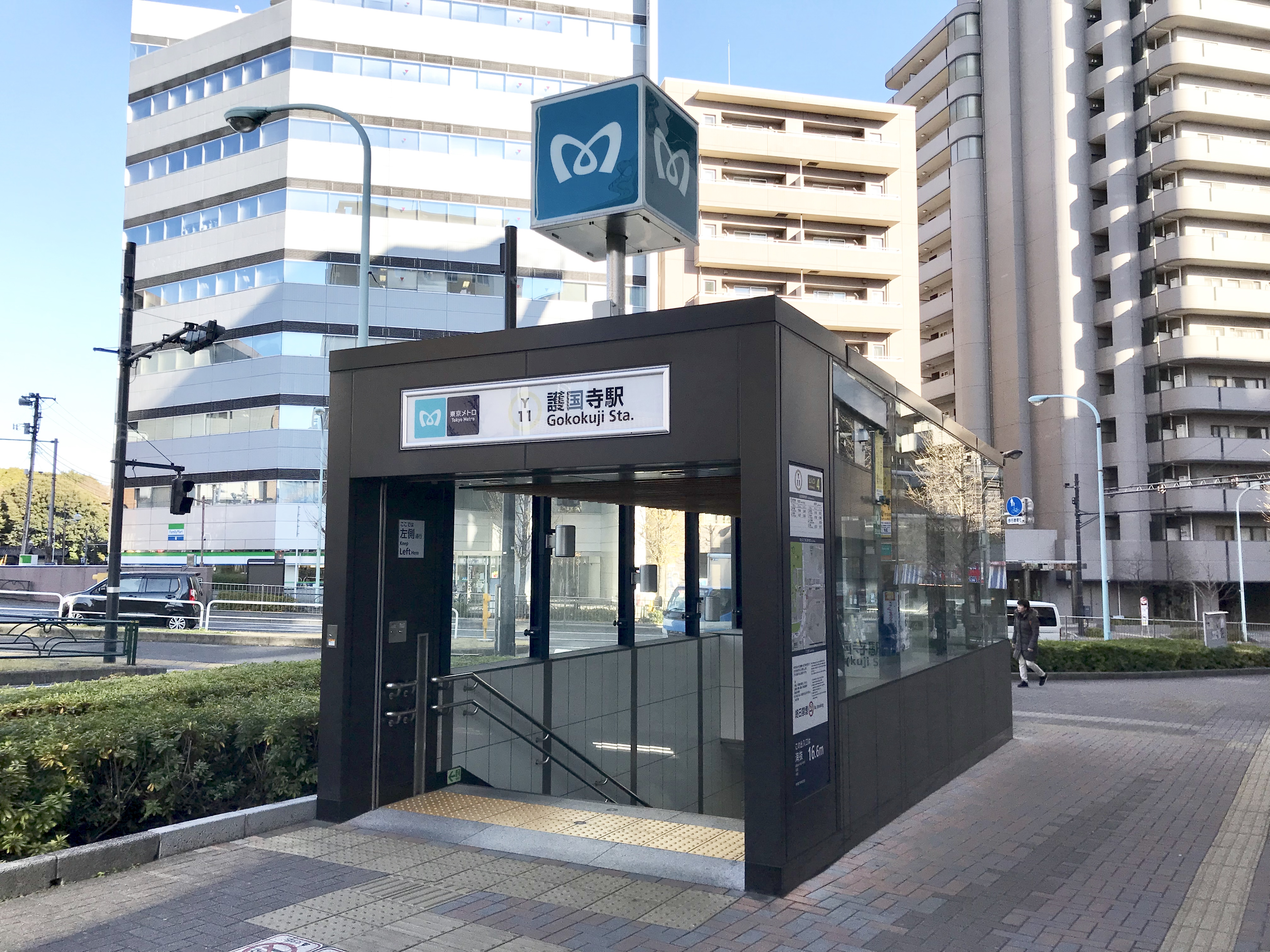
4番出入口（2019年1月4日撮影）
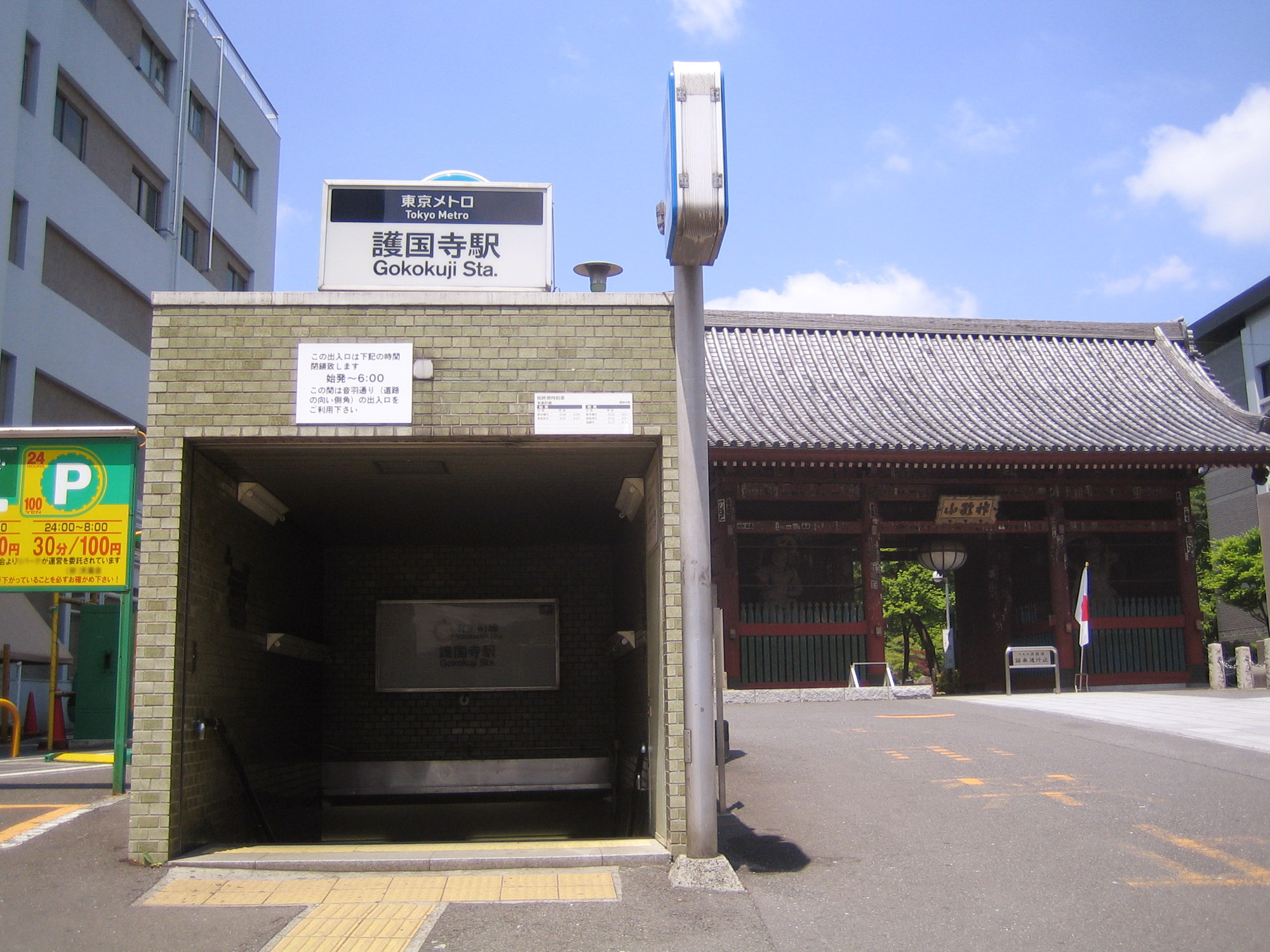
リニューアル前の1番出入口と護国寺（2006年5月4日撮影）
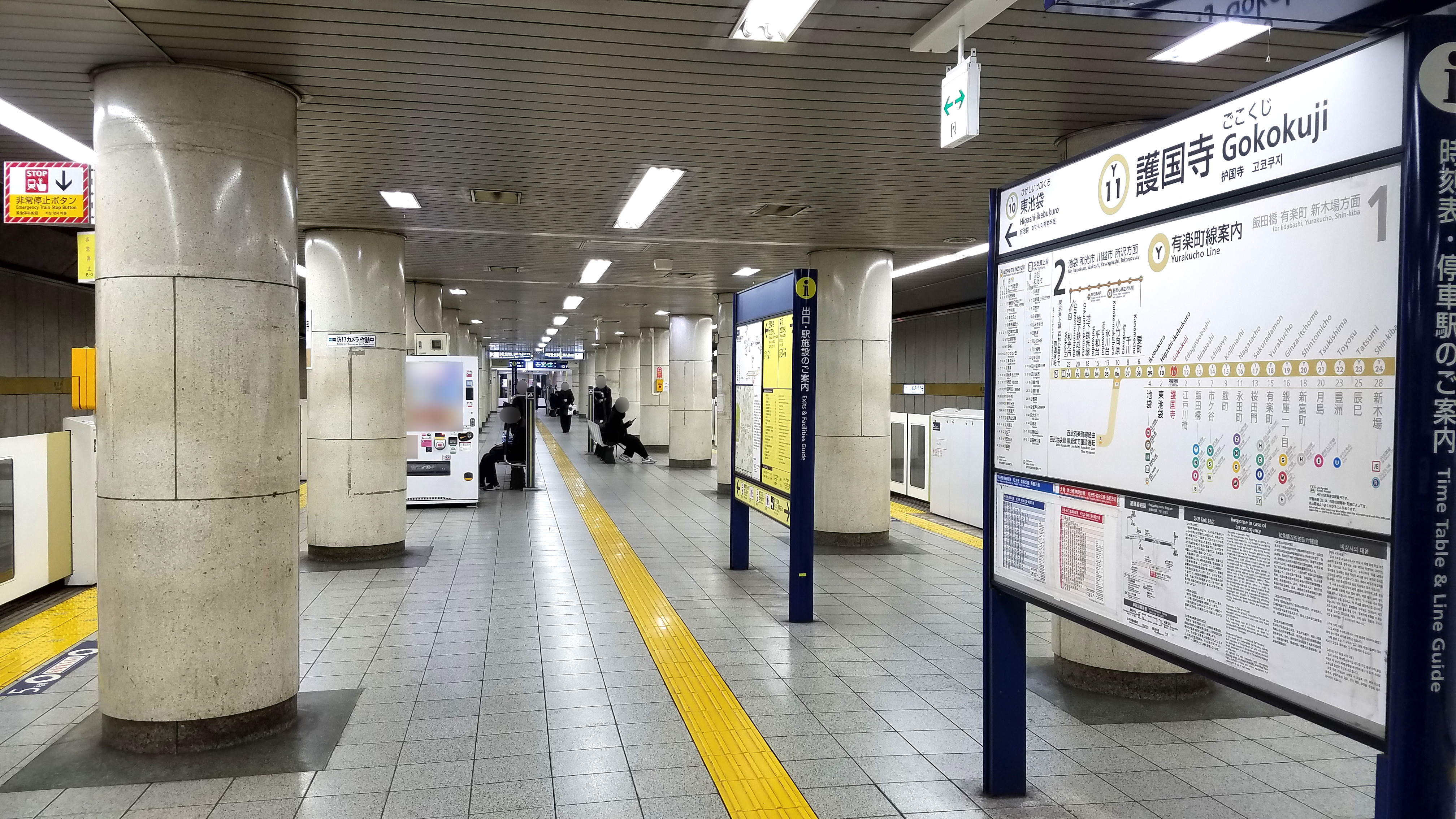
ホーム（ホームドア、2021年12月）

### 発車メロディ
2011年3月26日からスイッチ制作の発車メロディ（発車サイン音）を使用している。
曲は1番線が「冒険電車」（福嶋尚哉作曲）、2番線が「かざぐるま」（塩塚博作曲）である。

## 利用状況
2024年度の1日平均乗降人員は40,640人であり、東京メトロ全130駅中89位。
近年の1日平均乗降・乗車人員推移は下表の通り。
| 年度               | 1日平均 乗降人員 | 1日平均 乗車人員 | 出典     |
| ------------------ | ---------------- | ---------------- | -------- |
| 1974年（昭和49年） |                  | 10,020           | [ * 1 ]  |
| 1975年（昭和50年） | 21,975           | 11,252           | [ * 2 ]  |
| 1976年（昭和51年） | 24,048           | 12,220           | [ * 3 ]  |
| 1977年（昭和52年） | 26,289           | 13,294           | [ * 4 ]  |
| 1978年（昭和53年） | 26,540           | 13,348           | [ * 5 ]  |
| 1979年（昭和54年） | 27,070           | 13,515           | [ * 6 ]  |
| 1980年（昭和55年） | 28,000           | 14,225           | [ * 7 ]  |
| 1981年（昭和56年） | 29,218           | 14,571           | [ * 8 ]  |
| 1982年（昭和57年） | 28,986           | 14,544           | [ * 9 ]  |
| 1983年（昭和58年） | 29,964           | 14,939           | [ * 10 ] |
| 1984年（昭和59年） | 31,468           | 15,840           | [ * 11 ] |
| 1985年（昭和60年） | 32,281           | 16,338           | [ * 12 ] |
| 1986年（昭和61年） | 33,061           | 16,561           | [ * 13 ] |
| 1987年（昭和62年） | 34,043           | 16,981           | [ * 14 ] |
| 1988年（昭和63年） | 34,844           | 17,583           | [ * 15 ] |
| 1989年（平成元年） | 35,675           | 17,927           | [ * 16 ] |
| 1990年（平成02年） | 36,235           | 18,181           | [ * 17 ] |
| 1991年（平成03年） | 35,739           | 18,104           | [ * 18 ] |
| 1992年（平成04年） | 36,296           | 18,088           | [ * 19 ] |
| 1993年（平成05年） | 35,283           | 17,721           | [ * 20 ] |
| 1994年（平成06年） | 35,167           | 17,690           | [ * 21 ] |
| 1995年（平成07年） | 34,929           | 17,753           | [ * 22 ] |
| 1996年（平成08年） | 34,963           | 17,934           | [ * 23 ] |
| 1997年（平成09年） | 35,405           | 18,004           | [ * 24 ] |
| 1998年（平成10年） | 35,404           | 17,999           | [ * 25 ] |
| 1999年（平成11年） | 34,430           | 17,247           | [ * 26 ] |
| 2000年（平成12年） | 34,251           | 17,163           | [ * 27 ] |
| 2001年（平成13年） | 33,998           | 16,956           | [ * 28 ] |
| 2002年（平成14年） | 33,292           | 16,863           | [ * 29 ] |
| 2003年（平成15年） | 33,794           | 17,137           | [ * 30 ] |
| 2004年（平成16年） | 33,561           | 16,808           | [ * 31 ] |
| 2005年（平成17年） | 33,346           | 16,748           | [ * 32 ] |
| 2006年（平成18年） | 33,963           | 17,096           | [ * 33 ] |
| 2007年（平成19年） | 34,217           | 17,393           | [ * 34 ] |
| 2008年（平成20年） | 35,212           | 17,748           | [ * 35 ] |
| 2009年（平成21年） | 35,394           | 17,893           | [ * 36 ] |
| 2010年（平成22年） | 34,988           | 17,654           | [ * 37 ] |
| 2011年（平成23年） | 36,933           | 18,687           | [ * 38 ] |
| 2012年（平成24年） | 36,990           | 18,644           | [ * 39 ] |
| 2013年（平成25年） | 37,859           | 19,129           | [ * 40 ] |
| 2014年（平成26年） | 39,052           | 19,630           | [ * 41 ] |
| 2015年（平成27年） | 41,548           | 20,981           | [ * 42 ] |
| 2016年（平成28年） | 41,976           | 21,184           | [ * 43 ] |
| 2017年（平成29年） | 44,262           | 22,342           | [ * 44 ] |
| 2018年（平成30年） | 44,691           | 22,551           | [ * 45 ] |
| 2019年（令和元年） | 43,428           | 21,923           | [ * 46 ] |
| 2020年（令和02年） | 31,445           |                  |          |
| 2021年（令和03年） | 34,232           |                  |          |
| 2022年（令和04年） | 37,393           |                  |          |
| 2023年（令和05年） | 37,393           |                  |          |
| 2024年（令和06年） | 40,640           |                  |          |

## 駅周辺
- 警視庁 大塚警察署
- 文京区音羽地域活動センター
- アカデミー音羽
- 文京区立目白台図書館
- 文京福祉センター
- お茶の水女子大学
- お茶の水女子大学附属幼稚園
- お茶の水女子大学附属小学校
- お茶の水女子大学附属中学校
- お茶の水女子大学附属高等学校
- 文京区立お茶の水女子大学こども園
- 日本女子大学
- 筑波大学附属中学校・高等学校
- 筑波大学附属視覚特別支援学校
- 日本大学豊山中学校・高等学校
- 獨協中学校・高等学校
- 音羽幼稚園
- 文京区立青柳小学校
- 文京区立青柳幼稚園
- オルゴールの小さな博物館
- 講談社野間記念館
- 鳩山会館
- 護国寺 - 駅名の由来となった寺院。
- 豊島岡墓地
- 大塚先儒墓所
- 雑司ヶ谷霊園
- 東京カテドラル聖マリア大聖堂
- 目白台運動公園
- 文京音羽郵便局
- 文京目白台一郵便局
- 文京目白台二郵便局
- 椿山荘
  - ホテル椿山荘東京

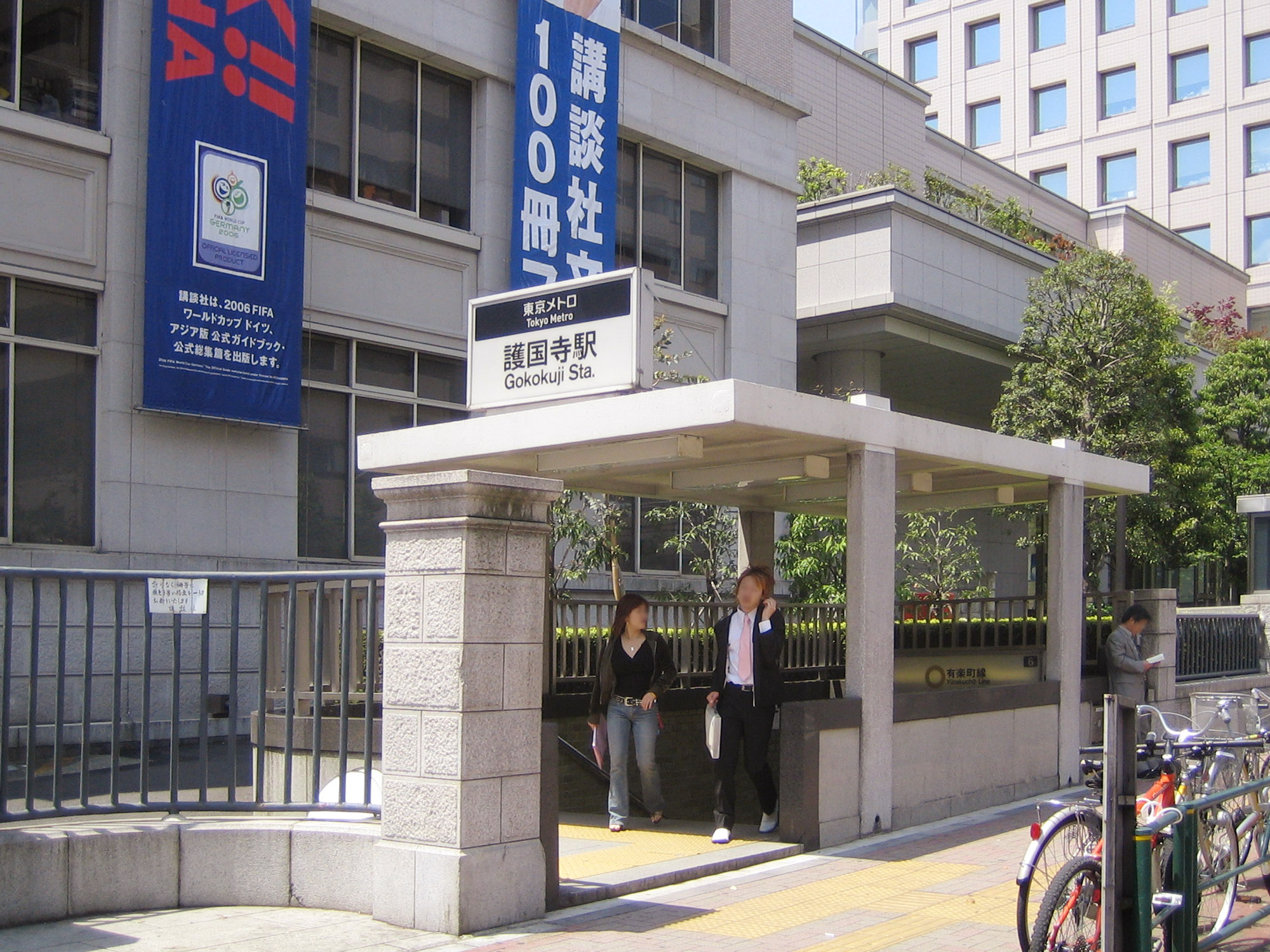
6番出入口。背後の建物は講談社（2006年5月4日）。

- 講談社 - 社屋改築に伴い、地下に駅と直結の入口が設けられている。
  - 講談社第一別館 - 豊国印刷本社・野間道場
  - 講談社目白台ビル - 三菱UFJモルガン・スタンレー証券目白台オフィス
- 光文社
- 首都高速5号池袋線
- 東京都道435号音羽池袋線
  - 護国寺出入口
- 不忍通り（東京都道437号秋葉原雑司ヶ谷線）
- 鼠坂

## バス路線
最寄りのバス停留所は、不忍通り上にある「護国寺前」「護国寺正門前」「アカデミー音羽」と、音羽通り上にある「音羽二丁目」「護国寺駅」「講談社前」である。東京都交通局と日立自動車交通によって運行される以下の路線バスが発着する。
- 護国寺前（東行・2番出入口付近）
  - 都営バス
    - 都02乙：東京ドームシティ行・一ツ橋行

※西行（池袋駅東口方面）は当駅から離れた本浄寺付近に位置する。
- 護国寺正門前（西行・3番出入口付近）
  - 都営バス
    - 都02乙：池袋駅東口行
    - 上58：早稲田行

※東行（東京ドームシティ・上野松坂屋前方面）は当駅から離れた豊島岡墓地正門付近に位置する。
- 音羽二丁目（5・6番出入口付近）
  - 都営バス
    - 上58：上野松坂屋前行 / 早稲田行

- アカデミー音羽（2番出入口付近）・護国寺駅（3番出入口付近）・講談社前（5番出入口付近）
  - 日立自動車交通
    - Bーぐる 目白台・小日向ルート：文京シビックセンター行

## 隣の駅
東京地下鉄（東京メトロ）
 有楽町線
東池袋駅 (Y 10) - 護国寺駅 (Y 11) - 江戸川橋駅 (Y 12)